# Neaspilota footei
Neaspilota footei är en tvåvingeart som beskrevs av Amnon Freidberg och Wayne N. Mathis 1986. Neaspilota footei ingår i släktet Neaspilota och familjen borrflugor. Inga underarter finns listade i Catalogue of Life.